# HTC Touch Dual
L'Htc Touch dual, anche conosciuto come Niki, è uno smartphone annunciato dalla Htc a Londra il 1º ottobre 2007, e distribuito nel novembre dello stesso anno. Appartiene alla famiglia degli Htc Touch e aveva Windows Mobile 6 come sistema operativo.